# Danmission
Danmission er en folkekirkelig organisation.
Danmissions formål er:
- at arbejde som en del af Den danske Folkekirke
- at drive missionsvirksomhed for kristendommen i udlandet, jf. bibelens missionsbefaling
- at samarbejde med andre kristne kirker og organisationer for at udbrede den kristne tro

## Historie
Organisationen blev til 1. januar 2000 ved en sammenlægning mellem Dansk Santalmission (etableret af Hans Peter Børresen) og Det Danske Missionsselskab (forkortet DMS). Derved er Danmission det yngste danske missionselskab, men samtidig det der har den længste historie.
Danmission samarbejder med lokale kirker og organisationer i Indien, Bangladesh, Nepal, Mongoliet, Filippinerne, Cambodja, Kina, Tanzania, Madagaskar, Egypten, Pakistan og Danmark.
Danmission har til huse i Det Danske Missionsselskabs imponerende anlæg fra 1908 på Norgesmindevej 21-23 og Strandagervej 24-26 i Ryvangen/Hellerup. Det nybarokke palæ med pavilloner skyldes arkitekt Aage V. Petersen.

## Ansatte
Danmission ansætter missionærer og volontører, der typisk arbejder i udlandet. Desuden er der ansatte i administrationen i Hellerup.

## Kendte missionærer
- Caroline Børresen (Dansk Santalmission)
- Hans Peter Børresen (Dansk Santalmission)
- Oluf Eie (Dansk Santalmission)

- Danmissions genbrugsbutik i Haderslev